# Ku-lang-jü
Ku-lang-jü je ostrov při jihovýchodním pobřeží Čínské lidové republiky v ústí řeky Ťiou-lung, leží v subprovinčním městě Sia-men v provincii Fu-ťien. Rozloha ostrova je 2 km², žije na něm kolem 20 tisíc lidí.
Ze siamenského přístavu je dosažitelný lodí během 5 minut. Ostrov Ku-lang-jü je proslulý svými plážemi a rozmanitou architekturou. Je populárním turistickým cílem; s více než 10 miliony návštěvníků za rok je jedním z nejnavštěvovanějších míst v Číně. Roku 2017 jej UNESCO zařadila na seznam světového dědictví.
Administrativně ostrov tvoří subobvod Ku-lang-jü v městském obvodu S’-ming subprovinčního města Sia-men.

## Historie
Roku 1843 byl Sia-men, na základě Nankingské smlouvy uzavírající první opiovou válku, zařazen mezi otevřené přístavy. Na ostrově se začali usazovat evropští obchodníci a roku 1903 jejich sídliště získalo právní autonomii. Ku-lang-jü se tak stalo místem styků evropské a čínské civilizace. Míšení kultur se odrazilo ve specifické architektuře přebírající jak tradiční architektonický styl jižního Fu-ťienu, tak západní viktoriánské vlivy. Vyústěním těchto styků a vlivů je syntéza modernistického hnutí počátků 20. století s art deco v takzvané Amoy art deco.